# ドゥク
ドゥク（འབྲུག་, 'brug）は、竜に対するチベット語による名称。ラテン文字では「Drug」と表記。神話的動物の竜である。雷鳴は、竜の鳴き声であると信じられている。あるいは雷そのものを指す場合もあり、雷は「竜の声」（'brug skad または 'brug sgra）と表現される。また、チベット暦にも十二支があり、中国・日本・朝鮮などの旧暦の辰年には、チベット暦でも「ドゥクの年」がくる。また、後述の経緯によりチベット仏教ドゥク派およびブータンを指す言葉としても使われる。一方、龍神（ナーガ）は「ル」（klu）と呼ばれる。

## ドゥク派

ブータンの国旗(1949-1956)

ブータンの国旗(1956-1969)

ブータンの国旗（現行）

チベット仏教には竜の名を冠した宗派があり、一般に「ドゥク派」、「ドゥクパ・カギュ派」等と表記される。開祖はリンレーパの弟子ツァンパ・ギャレーパ（1161年-1211年）である。この宗派名は派祖ツァンパ・ギャレーが1205年頃中央チベットのウー地方に創建した通称ドゥク僧院（またはナムドゥク僧院）の名に由来しているとされる（ただし本山は1180年頃ギャンツェに建立されたラルン寺であった）。伝承によれば、この僧院の開山の際、大きな雷の音が三度鳴り響いたという。このゆえにドゥク僧院と通称されるようになった。また、すでにラルン僧院を建立していたツァンパ・ギャレーと弟子たちが、後にドゥク僧院が建つことになる地にたどりついた時、9匹の竜が天に昇るのを目撃したとも伝えられる。そこから、飛翔する竜を吉兆として、その地に創建された僧院から興った法流をドゥクパと称するようになったと言われる（ドゥク＝竜、パ＝人）。その後、17世紀にこの宗派がブータンの国教となったため、ブータンはドゥク・ユル （「ドゥク派の国」または「雷竜の国」）と呼ばれるようになった。かの地の住人がドゥクパと呼称されるのもこの宗派にちなんだものである。